# تجاوز جنسی نسل‌کشی
تجاوز جنسی نسل‌کشی (انگلیسی: Genocidal rape) یک شکل از تجاوز جنسی در جنگ، عمل گروهی است که در طول جنگ اعمال تجاوز جمعی و تجاوز گروهی را به عنوان بخشی از یک نسل‌کشی علیه دشمن خود انجام داده‌است.